# Asparaginasi
Asparaginasi è un enzima che catalizza l'idrolisi dell'asparagina in acido aspartico. Le asparaginasi sono espresse da enzimi specifici e prodotte da microrganismi. I differenti tipi di asparaginasi possono essere utilizzati per scopi industriali e farmaceutici. L'uso più comune delle asparaginasi è come supporto durante la trasformazione di prodotti alimentari. Commercializzato sotto i nomi commerciali di Acrylaway e PreventASe, le asparaginasi vengono utilizzate per prevenire la formazione di acrilammide, un sospetto cancerogeno, nei cibi amidacei come snacks e biscotti.
Una differente asparaginasi viene commercializzata come farmaco sotto il nome di Elspar per il trattamento della Linfoma Non-Hodgkin, leucemia mieloide acuta, leucemia linfoblastica acuta (LAL). Viene inoltre usata in alcuni protocolli terapeutici. A differenza di molti chemioterapici antitumorali, l'asparaginasi può essere somministrata per via intramuscolare, oltre che per via endovenosa e sottocutanea.
Solitamente essa deriva dall'Escherichia coli, mentre l'asparaginasi prodotta dalla Erwinia chrysanthemi è conosciuta come crisantaspase (British Approved Name), ed è disponibile nel Regno Unito sotto il nome commerciale Erwinase.

## Meccanismo d'azione come supporto alla trasformazione di prodotti alimentari
L'aspariginasi può essere usata come supporto alla trasformazione di prodotti alimentari per ridurre o prevenire la formazione di acrilammide, un sospetto cancerogeno, in prodotti amidacei. L'acrilammide è un composto chimico che si forma quando cibi amidacei vengono infornati o fritti. Durante la cottura l'amminoacido asparagina, naturalmente presente in cibi amidacei, viene convertito in acrilammide attraverso la reazione di Maillard. La reazione è responsabile dell'imbrunimento di questi cibi e del loro profumo tostato.
Aggiungendo asparaginasi prima della cottura del cibo, l'asparagina viene convertita in acido aspartico e ammonio. Come risultato, l'asparagina non può prendere parte alla reazione di Maillard e la formazione di acrilammide risulta notevolmente ridotta, anche se è impossibile impedirla del tutto. In media l'asparaginasi riduce la formazione di acrilammide del 90% senza che i cibi subiscano modificazioni di gusto o aspetto.

## Meccanismo dell'asparaginasi come farmaco
Il fondamento logico dietro l'uso dell'asparaginasi risiede nel fatto che tutte le cellule leucemiche non sono in grado di sintetizzare l'amminoacido non essenziale asparagina, come invece fanno le cellule sane. Quindi le cellule leucemiche necessitano di una grande quantità esogena di asparagina, che circola liberamente nel sangue. L'asparaginasi quindi catalizza la conversione dell'L-asparagina in acido aspartico e ammoniaca privando le cellule leucemiche di tutta l'asparagina circolante.

## Effetti collaterali legati all'uso di asparaginasi
Il principale effetto collaterale è una reazione allergica o una reazione da ipersensibilità; un'altra possibilità è l'anafilassi. L'asparaginasi è stata pure associata a pancreatiti. Inoltre può provocare un difetto di coagulazione dovuto alla riduzione della sintesi di proteine specifiche, come il fibrinogeno, e di fattori anticoagulanti come l'antitrombina III; a volte può provocare un difetto della proteina C, portando alla trombosi o all'ictus.